# CentraleSupélec
Pour les articles homonymes, voir CS.
CentraleSupélec (CS) est l'une des 204 écoles d'ingénieurs françaises accréditées pour délivrer un diplôme d'ingénieur. Elle est un des quatre établissements constituant l'université Paris-Saclay. L’établissement est presque systématiquement classé par la presse française comme la deuxième meilleure école d’ingénieurs du pays.
Cette école naît en 2015 de la fusion de deux prestigieuses écoles d'ingénieurs françaises : Centrale Paris et Supélec. Elle est placée sous la tutelle conjointe du ministère de l'Industrie et du ministère de l'Enseignement supérieur, de la Recherche et de l'Innovation. Elle est connue principalement pour former des ingénieurs qui reçoivent le titre d'« Ingénieur diplômé de CentraleSupélec ».
L'école assure depuis sa création la formation d'ingénieurs, recrutés chaque année par un concours d'admission parmi les plus sélectifs et les plus difficiles de ceux préparés par les élèves de classes préparatoires. Une voie d'admission parallèle concerne les universitaires. L'École décerne également le diplôme de docteur de l'université Paris-Saclay et forme des élèves de masters. L'École propose aussi deux bachelors, avec l'ESSEC et l'université McGill. En majorité, les ingénieurs de CentraleSupélec sont recrutés par des entreprises ou des administrations, en France comme à l'étranger. Certains diplômés s'engagent aussi dans la recherche scientifique.
CentraleSupélec est membre fondateur du réseau d'échange Top International Managers in Engineering (TIME), membre de l'association européenne des écoles d'ingénieurs Conférence des écoles européennes pour l'enseignement et la recherche des sciences pour l'ingénieur avancées (CESAER) et membre fondateur de l'université Paris-Saclay.

## Historique

### École centrale des arts et manufactures
L'École centrale des arts et manufactures est fondée en 1829 à l'initiative d'Alphonse Lavallée, homme d'affaires actionnaire du journal d'inspiration saint-simonienne Le Globe. Il est le premier directeur de cette école, et s'entoura de trois scientifiques : Jean-Baptiste Dumas, Eugène Péclet et Théodore Olivier. Elle avait pour but de former des ingénieurs généralistes pour l’industrie naissante (« les médecins des usines et des fabriques »), à une époque où les institutions supérieures forment plutôt des cadres de l'État. L'école devient publique en 1857 quand Lavallée la lègue à l'État français pour en assurer la pérennité. Elle est ensuite temporairement renommée École impériale des arts et manufactures. Elle attribue à partir de 1862 le titre d’ingénieur des arts et manufactures, premier titre d'ingénieur diplômé créé en France et devenu maintenant le titre d'« ingénieur diplômé de l'École centrale des arts et manufactures ».

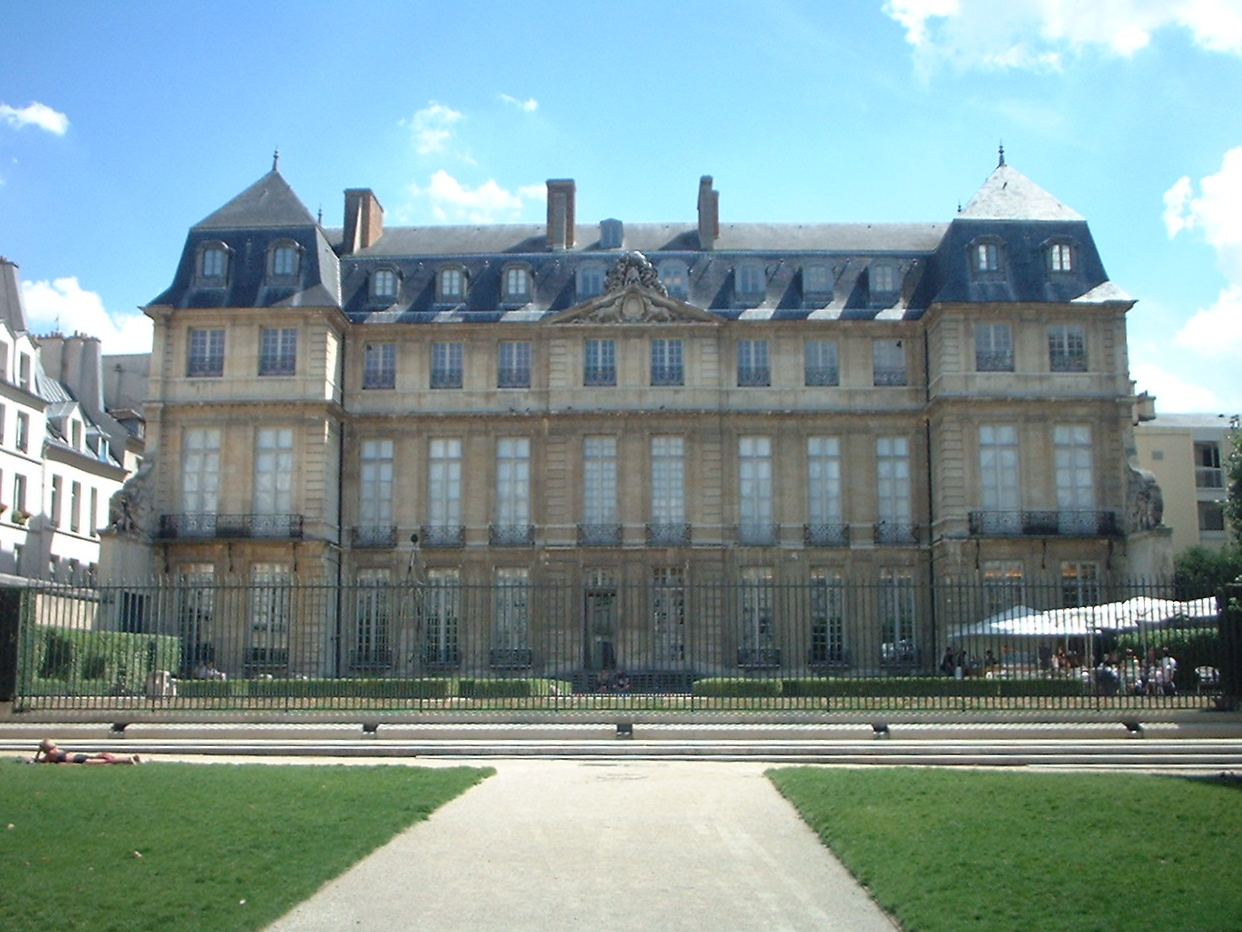
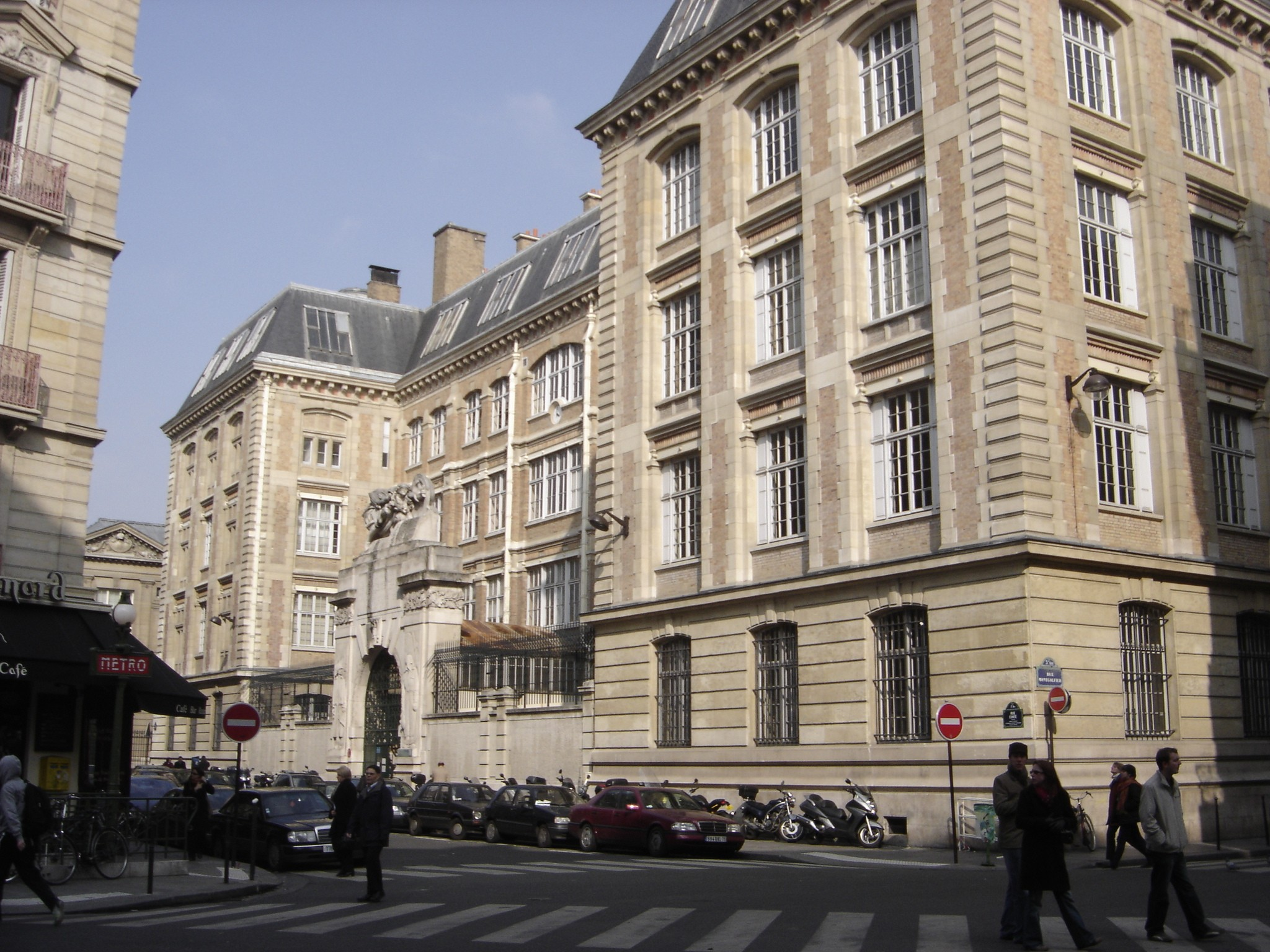
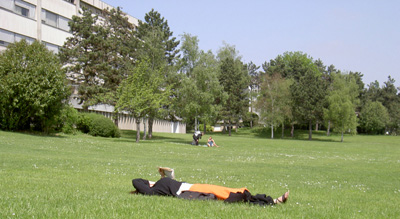

Installée dans un premier temps à Paris, à l’hôtel de Juigné (actuel hôtel Salé, hôte du musée Picasso), puis dans des locaux construits à cet effet rue Montgolfier (qui appartiennent maintenant au Conservatoire national des arts et métiers -CNAM- dont le bâtiment originel est adjacent), elle est transférée en 1969 à Châtenay-Malabry sur un campus regroupant les bâtiments d’enseignement et de recherche, la résidence des élèves et plusieurs équipements collectifs (restaurant universitaire, stade, gymnase). L'architecte du campus est Jean Fayeton. Le président Pompidou, accompagné pour cette occasion par Robert Galley, alors ministre et centralien lui-même, inaugure ce campus.
L'École centrale des arts et manufactures a acquis rapidement une grande renommée. De grands noms de l’industrie en sont diplômés : Gustave Eiffel, Georges Leclanché, André Michelin, Armand Peugeot, Louis Blériot, Marcel Schlumberger, Francis Bouygues, etc. Des personnalités du monde artistique en ont été également diplômées, comme l’écrivain Boris Vian, le sculpteur Gérard Chamayou dit Félix (ingénieur de la Géode à Paris), ou le chanteur Antoine.

### École supérieure d'électricité
L’École supérieure d'électricité a été fondée en 1894 par la Société internationale des électriciens, actuellement Société des électriciens et des électroniciens (SEE). Il s’agissait alors de former les ingénieurs pour l’industrie électrique en plein développement. Elle ne devient l’Association Supélec qu’en 1987. Les quatre membres fondateurs de cette association sont la Société des électriciens et des électroniciens (SEE), la Fédération des industries électriques, électroniques et de communication (FIEEC), le groupe Électricité de France (EDF) ainsi que la Société des ingénieurs Supélec (renommée Amicale des ingénieurs Supélec en 1995).

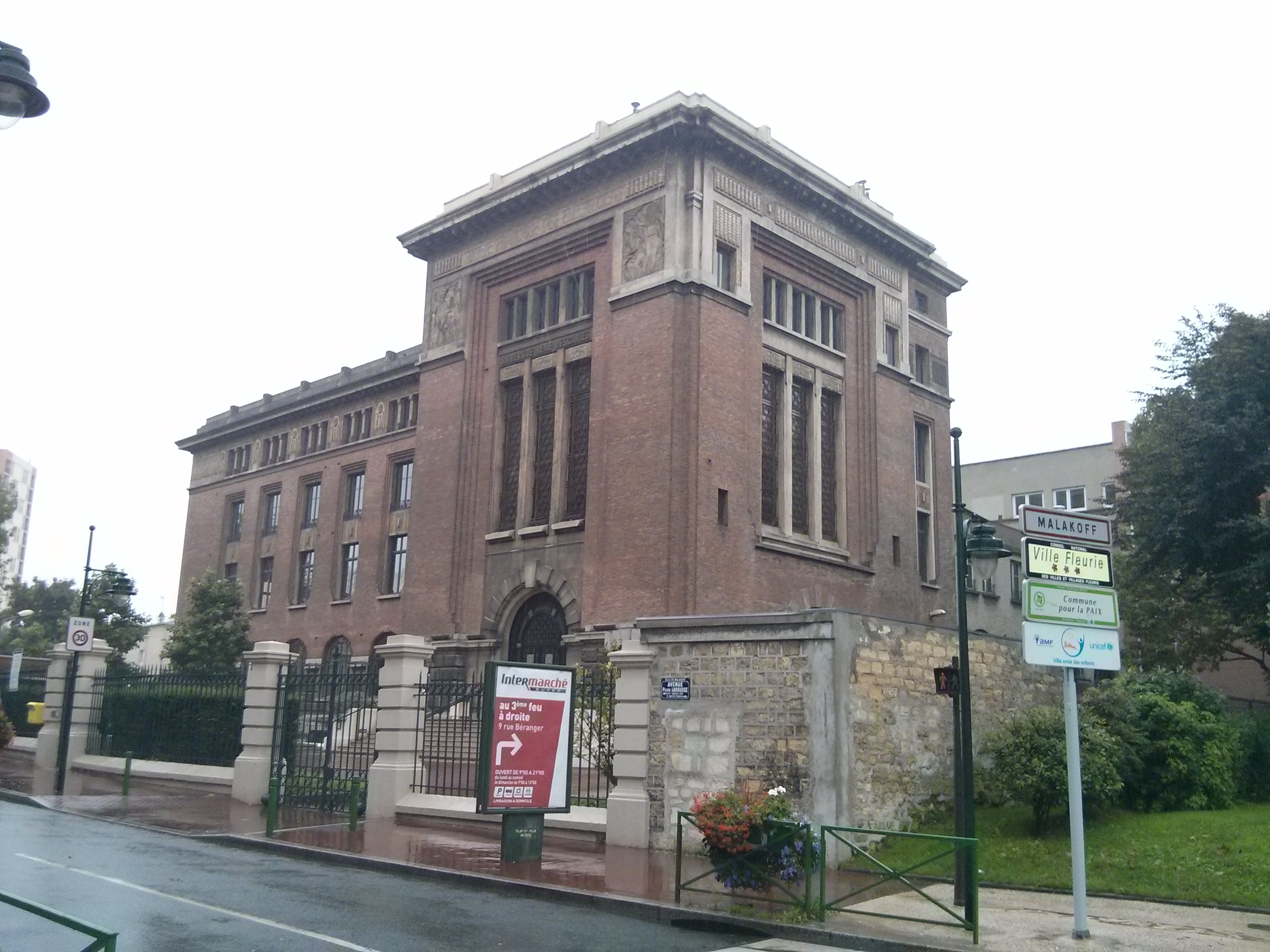
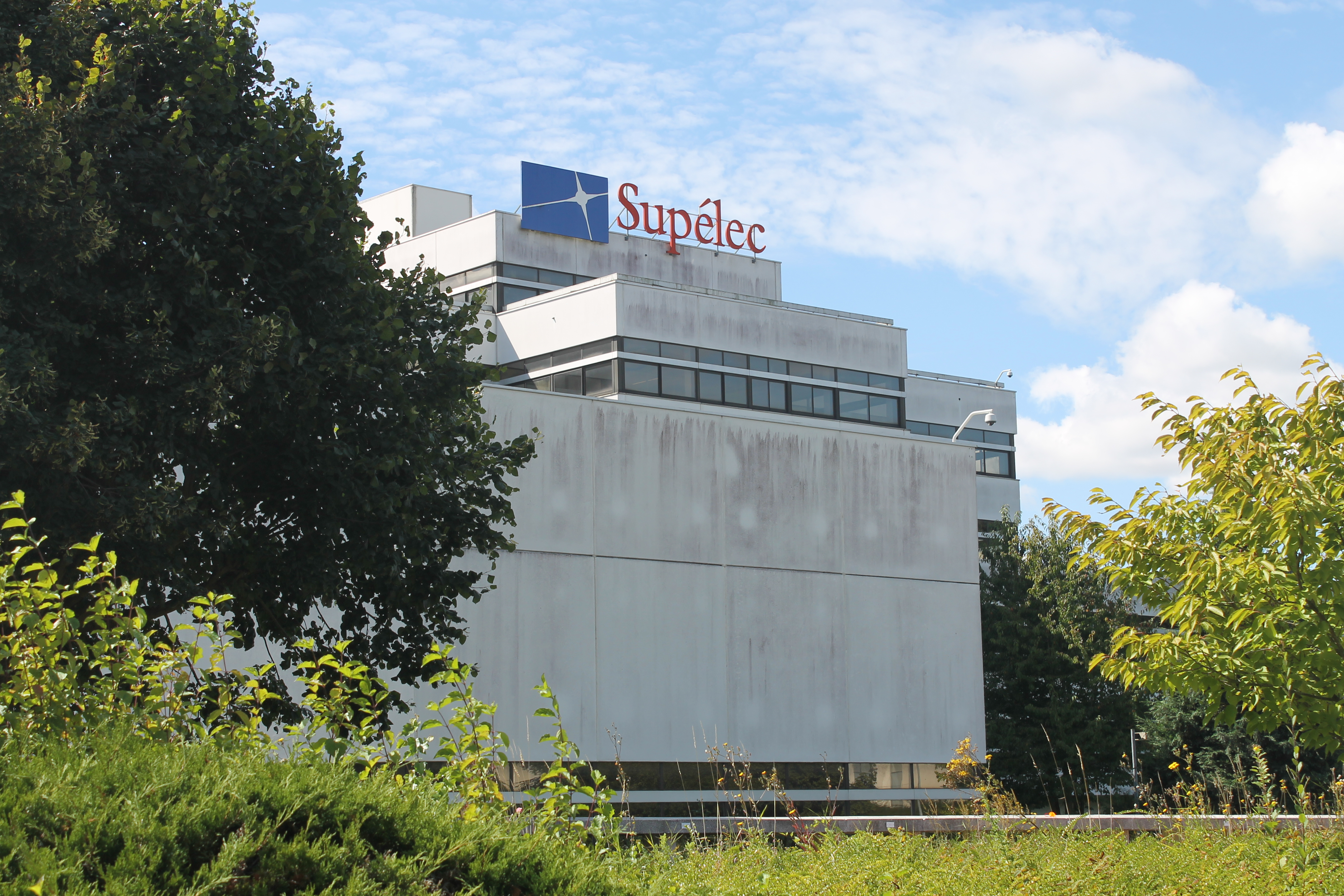

À sa création, l’école était installée 12 rue de Staël, dans le 15e arrondissement de Paris, derrière le lycée Buffon, dans un bâtiment aujourd'hui disparu.
Elle déménage en 1927 à Malakoff, près de la porte de Vanves (locaux aujourd'hui occupés par l'Unité de formation et de recherche de droit de l'université Paris Descartes), puis, en 1975, à Gif-sur-Yvette, sur le plateau du Moulon, à la limite Sud du plateau de Saclay, près d’Orsay. Ce campus a été inauguré par le président de la République d’alors, Valéry Giscard d'Estaing.
Depuis, l’école a ouvert deux campus supplémentaires, à Rennes en 1972, puis à Metz en 1985. Tous les bâtiments principaux des campus de Supélec partagent la même architecture typique : des bâtiments de grande envergure à rayures horizontales blanches et noires.

### Création de CentraleSupélec
L'École centrale Paris et Supélec ont signé en 2006 un accord-cadre et mis en place, en novembre 2008, une « alliance stratégique » qui a pour objectif une meilleure compétitivité internationale des deux écoles.
Les directeurs de Centrale et de Supélec ont annoncé en 2011 la création d'une marque et d'un logo communs. Ils ont également annoncé la création d'une association de préfiguration, chargée du rapprochement des deux écoles, sous un nouveau statut. En septembre 2013, Hervé Biausser est nommé directeur de l'École supérieure d'électricité en plus de son poste de directeur de l'École centrale des arts et manufactures. Romain Soubeyran lui succède à compter du 1er septembre 2018.
Le rapprochement des deux écoles d'ingénieurs, dirigées toutes deux par Hervé Biausser, se concrétise le 12 septembre 2014 par l'adoption des statuts du nouveau grand établissement, qui est placé sous la tutelle du ministère de l'Enseignement supérieur et de la Recherche et du ministère de l'Industrie. Le décret validant cette décision est présenté au Conseil national de l'enseignement supérieur et de la recherche le 15 septembre 2014. Hervé Biausser dirige cette nouvelle école jusqu'à la fin de son mandat en septembre 2018. Son successeur, Romain Soubeyran, est nommé par le président de la République pour une durée de cinq ans,.
La loi relative à l'enseignement supérieur et à la recherche permettra aux personnels de Supélec de choisir entre la conservation de leur contrat de droit privé et la transformation en contrat de droit public. Le contrat de travail du personnel de Centrale Paris sera simplement transféré vers la nouvelle entité créée.
L'objectif de cette « synergie » est de cumuler les domaines de compétence des deux écoles. Selon Hervé Biausser, « Ensemble, nous couvrons la totalité du spectre de l'ingénierie. Il y a peu d'écoles d'ingénieurs aussi complètes en France, alors que c'est plutôt le modèle majoritaire à l'étranger. »
L’établissement est créé officiellement par décret du 30 décembre 2014, en vigueur le 1er janvier 2015. Il se substitue à l'École centrale des arts et manufactures et à l'École supérieure d'électricité, qui « transfèrent leurs personnels, leurs biens, leurs droits et leurs obligations » à la nouvelle entité. Il prend la forme d’un « grand établissement », catégorie particulière d’établissement public à caractère scientifique, culturel et professionnel (c’est le statut qu’avait l’École centrale des arts et manufactures).
Cependant, cette fusion donne lieu à plusieurs mouvements de grève, en juin 2016, puis en mars 2017, en particulier du personnel enseignants et biatss de l'ancienne école Supélec. Les revendications portent d'une part sur les conditions de travail des salariés du campus de Châtenay-Malabry (ex École centrale), qui se dégraderaient à l'occasion du déménagement sur le plateau de Saclay, d'autre part du changement de statut de privé à public pour les anciens salariés de Supélec, ainsi que l'inquiétude de voir la mise en place d'un cursus ingénieur différent et de moindre niveau sur les campus de Rennes et Metz,.
Le positionnement du nouveau cursus et ses principes directeurs de mise en œuvre sont toutefois approuvés à l'unanimité lors du conseil d'administration du 30 mars 2016. Le nouveau cursus a été conçu ab initio à partir des besoins de l'aval et en reprenant les lignes de forces des cursus de Centrale et Supélec. Il est centré sur la maîtrise des systèmes complexes et renforce notamment les exigences en mathématiques, informatique et modélisation. Le 5 décembre 2017 la Commission des titres d'ingénieur accrédite le cursus pour la durée maximale possible (six ans). Le cursus est lancé le 3 septembre 2018 sur le campus de Paris-Saclay pour 800 élèves, et 27 apprentis sur le campus de Rennes. Les premiers ingénieurs diplômés de CentraleSupélec sont arrivés sur le marché du travail en 2021.

### Membre fondateur de l’université Paris-Saclay

Logo de l'Université Paris-Saclay

L'École centrale Paris et Supélec ont beaucoup contribué à la définition du projet « Campus de Saclay » et à sa labellisation comme Initiative d’Excellence (IDEX), préfigurant l’université Paris-Saclay.
Fin avril 2017, CentraleSupélec, par la voix de son directeur, annonce que l'école ne fera pas partie de l'université Paris-Saclay dans son modèle intégré, où l'université aurait sous sa tutelle toutes les formations d'ingénieur du plateau de Saclay. À la suite de cette déclaration, les autres écoles du projet s'en sont aussi retirées, laissant l'université Paris-Sud seule au sein de l'université Paris-Saclay,,.
Le 25 octobre 2017, à l'occasion de l'inauguration des deux nouveaux bâtiments du campus francilien, situé à Gif-sur-Yvette sur le campus universitaire Paris-Saclay, le Président de la République Emmanuel Macron annonce la création sur le plateau de Saclay de deux pôles : l'université Paris-Saclay dont CentraleSupélec est de nouveau membre, et l'Institut polytechnique de Paris. Il acte ainsi le « divorce » avec l'école polytechnique.
Le 1er janvier 2020, CentraleSupélec devient un « établissement-composante » de l'université Paris-Saclay, qui succède à l'université Paris-Sud.

## Campus de CentraleSupélec

### Campus de Paris-Saclay
Le campus de Paris-Saclay, situé à Gif-sur-Yvette, est composé de quatre bâtiments :
- le bâtiment Gustave Eiffel, de l’agence d’architecture OMA (sous loi MOP) : cette ruche urbaine mêle enseignement, recherche, vie étudiante et ouverture sur la ville. Un centre d’enseignement des langues, mutualisé avec l'université Paris-Saclay et l’École normale supérieure Paris-Saclay, y prend place. Il a une superficie de 47 000 m2[22]. Il accueille les laboratoires de recherche « lourds », tels qu'EM2C, SPMS, MSSMat, LGPM, LPQM (resp. énergétique, physique, mécanique et matériaux, photonique) ;
- le bâtiment Francis Bouygues (partenariat public-privé avec Bouygues Bâtiment IDF EPP) : conçu en parallèle au MOP, il mélange lui aussi des activités variées : recherche, enseignement, fonctions supports. Il a une superficie de 29 000 m2. Il regroupe les laboratoires MICS, CVN et LGI (resp. mathématiques, informatique et génie industriel) ;
- le bâtiment Louis Charles Breguet est l'un des bâtiments existants provenant de Supélec : dessiné par Michel Longuet, il fut construit en 1974-1975. Mis en service à la rentrée de septembre 1975, il regroupe en un bâtiment unique et sur 40 000 m2 des activités d’enseignement, de recherche (laboratoires L2S et Sondra), administratives, associatives (élèves) et sportives. En fin 2023, il est fermé pour des travaux de rénovation et transformation devant s'étaler jusqu'en 2026. Il accueillera à terme la présidence de l'Université Paris-Saclay[23];
- le bâtiment abritant le laboratoire GeePs (Laboratoire de Génie Électrique de Paris).

Le campus de Paris-Saclay accueille environ 3 200 étudiants en formation initiale. Les options de troisième année recouvrent les domaines des Mathématiques Appliqués, du Génie Industriel, de l'Énergie, de l'Automatique, de l'Aéronautique, de la Mécanique, de l'Électronique, de l'Informatique, des Télécommunications, du Traitement du Signal, des Biotechnologies et de la Physique Fondamentale.
Le campus de Paris-Saclay est relié à Paris par différents moyens de transport. Un chemin piétonnier permet de se rendre à la gare du Guichet (distance de marche d'une longueur de 2,6 km) où passe le RER B. Quatre arrêts d'autobus permettent d'accéder à la station Le Guichet.
D'ici 2026, dans le cadre du projet du Grand Paris Express, la desserte du plateau de Saclay par la future ligne 18 du métro parisien permettra de rejoindre CentraleSupélec via l'arrêt Campus Moulon.

### Campus de Metz
Le campus de Metz a été inauguré en 1985, et se situe au sein de Metz Technopôle. Il fait face à Georgia Tech Lorraine, l’antenne lorraine du Georgia Institute of Technology, Atlanta et vise à profiter de sa proximité avec l’Allemagne, la Belgique et le Luxembourg. En formation initiale, il accueille environ 250 étudiants, répartis sur les trois années d'études et préparant le diplôme d'Ingénieur CentraleSupélec.
Les activités de recherche y sont menées au sein de deux laboratoires : le Laboratoire Matériaux Optiques, Photonique & Systèmes et la partie messine du Laboratoire lorrain de recherche en informatique et ses applications, en co-tutelle avec l'université de Lorraine pour le premier, à laquelle s'ajoute l'Institut national de recherche en informatique et en automatique pour le deuxième.
Le campus est desservi par la ligne B du Mettis  au niveau de l'arrêt Graham Bell.

### Campus de Rennes
Le campus de Rennes a été inauguré en 1972, et se situe au sein du Rennes Atalante. En formation initiale, il accueille environ 250 étudiants, répartis sur les trois années d'études et préparant le diplôme d'Ingénieur CentraleSupélec. Les options de 3e année recouvrent les domaines des « Systèmes Électronique, Réseaux et Images », des « Systèmes d'Information Sécurisés » et de l’« Ingénierie des Systèmes Automatisés ».
En 2020, la ligne B du métro de Rennes devait relier le campus de CentraleSupélec au centre-ville de Rennes, avec la station Atalante. Cependant, l'inauguration de cette ligne a finalement lieu en septembre 2022 après plusieurs retards.

### Campus de Paris
En 2023, CentraleSupélec fait l'acquisition - via sa fondation - d'un immeuble de 5700 m² situé près de la porte d'Italie dans le 13e arrondissement de Paris pour 56 millions d'euros.
Cet immeuble doit être livré en novembre 2025, comprendra six étages et contiendra notamment un amphithéâtre, un rooftop ainsi qu'un restaurant.

## Formation

### Diplômes d'ingénieur
Jusqu’en 2021 (date de remise de diplôme des premiers élèves ayant intégré le nouveau cursus commun), CentraleSupélec attribuait les deux diplômes :
- le diplôme d'« ingénieur diplômé de l'École centrale des arts et manufactures » (cursus ingénieur Centrale Paris) ;
- le diplôme d’« Ingénieur diplômé de l'École supérieure d'électricité » (cursus ingénieur Supélec).

Depuis septembre 2018, un nouveau cursus généraliste commun a été mis en place.
Ceux qui suivent le cursus classique font leur première année d'élève ingénieur sur le campus de Paris-Saclay, à l'exception des étudiants venant de BCPST (depuis 2020) qui sont sur le campus de Metz en première année.
Ceux qui suivent le cursus par apprentissage sont rattachés au campus de Rennes ou de Metz en première année.
Les frais de scolarité étaient en 2017 de 3 500 € depuis septembre 2017.
À partir de 2025, six nouveaux cursus de spécialité seront accessibles (électronique, systèmes numériques, cybersécurité et énergie sur le campus de Rennes; informatique et physique sur le campus de Metz).

#### Recrutement
Le recrutement des élèves-ingénieurs se fait principalement sur un concours après les classes préparatoires aux grandes écoles.
La voie d’accès principale est le concours Centrale-Supélec (à l'issue des filières de classes préparatoires MP, PC, PSI, TSI) ou Banque PT (filière PT). Les taux d'admission en 2019 étaient de 8% pour les étudiants en filière MP, 6% pour la filière PC et 7% pour la filière PSI.
Depuis 2020 des places sont offertes pour les élèves sortants des filières BCPST pour favoriser une diversification du profil des étudiants.
Une partie des étudiants sont recrutés après des licences via le concours universitaire CentraleSupélec ou dans le cadre du programme TIME (notamment pour les étudiants étrangers).
Il est possible d'intégrer l'école après un DUT. Ces étudiants suivront obligatoirement le cursus en apprentissage.
À partir de 2025, le recrutement pour les 6 cursus de spécialité se fera par le même concours que la formation généraliste. 25 places sont prévues pour chaque cursus de spécialité.
Ci-dessous dans le tableau, quelques données sur les places pourvues pour la formation généraliste :
|                                                      | MP                           | MPI | PC                           | PSI                          | PT                                        | TSI                                      | BCPST | Nombre total de places post-prépa |
| ---------------------------------------------------- | ---------------------------- | --- | ---------------------------- | ---------------------------- | ----------------------------------------- | ---------------------------------------- | ----- | --------------------------------- |
| Places pourvues pour les candidats français en 2024  | 257 dont 10 en apprentissage | 33  | 174 dont 14 en apprentissage | 170 dont 14 en apprentissage | 51 dont 22 en apprentissage               | 22 dont 17 en apprentissage              | 10    | 717 dont 77 en apprentissage      |
| Places pourvues pour les candidats français en 2023  | 258 dont 9 en apprentissage  | 33  | 176 dont 7 en apprentissage  | 178 dont 12 en apprentissage | 54 dont 24 en apprentissage               | 23 dont 18 en apprentissage              | 20    | 732 dont 70 en apprentissage      |
| Places pourvues pour les candidats français en 2022  | 300                          |     | 192                          | 199                          | 52 dont 22 en apprentissage               | 23 dont 18 en apprentissage              | 10    | 776 dont 40 en apprentissage      |
| Places pourvues pour les candidats français en 2021  | 293                          |     | 185                          | 197                          | 47 dont 22 en apprentissage.              | 21 dont 16 en apprentissage.             | 11    | 754 dont 38 en apprentissage      |
| Places pourvues en 2020 pour les candidats français  | 290                          |     | 170                          | 189                          | 41 dont 21 en apprentissage.              | 20 dont 15 en apprentissage.             | 11    | 721 dont 36 en apprentissage      |
| Places pourvues en 2019 pour les candidats français  | 259                          |     | 160                          | 176                          | 43 dont 23 en apprentissage               | 20 dont 15 en apprentissage              |       | 658 dont 38 en apprentissage      |
| Places pourvues en 2018 pour les candidats français. | 248                          |     | 149                          | 170                          | 20 pour le cursus principal (27 au total) | 5 pour le cursus principal (20 au total) |       | 614 dont 22 en apprentissage      |

## Vie étudiante
Plus de 150 clubs et associations sont présents sur les campus de CentraleSupélec en 2020.

### Associations

#### Bureau des élèves
Le bureau des élèves, ou BDE, est l'unique association élue par l'ensemble du campus après une semaine intense de campagne. Il représente les élèves et les différentes associations de CentraleSupélec. Le BDE organise de multiples événements, des incontournables soirées parisiennes, comme l’Eclipse, jusqu'aux voyages en Europe, et bien plus. Le BDE est aussi chargé de coordonner l’inter-associatif et la communication interne du campus.

#### ViaRézo
ViaRézo est l'association héritant de VIA Centrale Réseaux et de Supélec Rézo. Ses prédécesseurs sont connus pour avoir été des précurseurs dans le déploiement de réseau Internet sur les campus étudiants français mais aussi pour avoir hébergé des projets tels que VLC.

#### Junior CentraleSupélec
Junior CentraleSupélec (JCS) est la Junior-Entreprise de l'École et propose des services dans des domaines tels que le numérique, l'ingénierie ou l'environnement. Considérée parmi l'une des meilleures en France, elle a reçu de nombreux prix d'excellence:
- Meilleure Junior-Entreprise de France: 2021 et 2022.
- Meilleur Junior-Entreprise d'Europe: 2019, 2020, 2021 et 2024.

#### Associations sportives
Le Bureau des Sports (BDS) est l'association qui organise la vie sportive du campus de CentraleSupélec. Son rôle est la promotion du sport à travers ses nombreuses associations sportives ou l'organisation d’événements organisés régulièrement sur le campus. Il organise également chaque année le plus grand tournoi étudiant omnisports de France, le TOSS, qui a lieu début mai et qui accueille plus de 4 500 étudiants venus de la France entière.
Au delà du BDS, d'autres associations organisent des évènements sportifs à destination des étudiants et/ou d'entreprises partenaires. On peut citer notamment le tournoi de rugby à sept Centrale Sevens ou le raid itinérant Raid CentraleSupélec (en).

#### Associations culturelles
De nombreuses associations culturelles font partie prenante de la vie de l'école, parmi lesquelles on peut citer : le Bureau des Arts (BdA), la Band'a Joe (fanfare étudiante)...

#### Associations audiovisuelles
Les deux associations audiovisuelles sons et lumières de l'école, SBCS et ReNX (présente respectivement sur le campus de Saclay et de Rennes) sont particulièrement reconnues pour l'organisation de soirées, tels que le Quadrabang ou autre bang (grande soirée), ou encore le Fest-Noz de Supelec sur le campus de Rennes

### Violences sexuelles et sexistes
CentraleSupélec avec ses références égalité femme/homme s'engage sur l'ensemble des domaines contribuant au bien-être de ses étudiants. Lors du conseil d'administration de mars 2021 et alors qu'aucun signalement n'était remonté, décide de lancer un questionnaire anonyme au sein de la communauté étudiante. Le 7 octobre 2021, le résultat de sondage parait dans le journal Le Monde dénonçant des cas de viols et d'agressions sexuelles parmi les étudiants. À la demande de la direction, une enquête préliminaire est ouverte par le parquet d'Évry, un dispositif unique est mis en place avec les forces de l'ordre pour recueillir la parole des victimes sur les campus. L'enquête est reconduite en 2022 et "CentraleSupélec relève une baisse significative, encourageante pour poursuivre les efforts entrepris". Le partenariat noué avec France victime lors de la première enquête a été élargi avec les autres grandes écoles du plateau afin de proposer des professionnels neutres et experts sur le plateau à toutes personnes en situation de VSS.

## Anciens élèves et diplômés
Noms de promotion de CentraleSupélec
- P2025 : promotion Guy Flavien
- P2024 : promotion Sergeï Bernstein
- P2023 : promotion Henri Fabre
- P2022 : promotion Pierre Boulle
- P2021 : promotion Sébastienne Guyot

Noms de promotion de l'Ecole Centrale Paris
- P2020 : promotion Alphonse Lavallée
- P2019 : promotion Francis Bouygues
- P2018 : promotion Robert Ier Peugeot
- P2017 : promotion Louis Blériot
- P2016 : promotion Pierre Lefaucheux
- P2015 : promotion Jacques Maisonrouge (en)
- P2014 : promotion Constantin Rozanoff
- P2013 : promotion André Michelin
- P2012 : promotion Boris Vian
- P2011 : promotion Gustave Eiffel

## Entrepreneuriat
L'école a mis en place un programme de développement et de soutien à l'entrepreneuriat qui se matérialise par :
- l'enseignement de l'entrepreneuriat dès la première année du cursus lors de la Start-up Week[37] ;
- la filière entrepreneur en dernière année ;
- l'incubateur 21st sur son campus de Gif-sur-Yvette, avec une antenne à Station F à Paris ;
- le fab lab « La Fabrique »[38] ;
- l'Institut Open Innovation[39] pour construire des relations durables entre grandes entreprises et jeunes pousses.

De nombreuses start-ups ont été créées par des diplômés de CentraleSupélec, comme Evaneos, Heetch, Neolane, Withings, ou InnovaFeed.

## Classements
Classements nationaux (classée en tant que CentraleSupélec au titre de son diplôme d'ingénieur)
| Nom                | Année | Rang |
| ------------------ | ----- | ---- |
| DAUR Rankings      | 2024  | 3 =  |
| L’Étudiant         | 2025  | 4    |
| L’Usine Nouvelle   | 2025  | 2    |
| Le Figaro Étudiant | 2025  | 3    |

Classements internationaux (classée en tant qu'université Paris-Saclay)
| Nom                    | Année     | Rang (monde) | Rang (France) |
| ---------------------- | --------- | ------------ | ------------- |
| CWUR                   | 2022-2023 | 32           | 2             |
| QS Top Universities    | 2024      | 71           | 4             |
| Shanghai Ranking       | 2024      | 12           | 1             |
| Times Higher Education | 2024      | 58           | 2             |

Classements internationaux (classée en tant que CentraleSupélec)
| Nom                                    | Année | Rang (monde) | Rang (France) |
| -------------------------------------- | ----- | ------------ | ------------- |
| Times Higher Education (Employabilité) | 2025  | 20           | 1             |

## Recherche
Regroupant plus de 1 100 personnels de recherche (chercheurs, enseignants-chercheurs, post-doctorants, doctorants, ingénieurs, techniciens, personnels administratifs), le centre de recherche de CentraleSupélec est composé de 18 laboratoires et équipes de recherche, une fédération de mathématiques et un institut de recherche avec EDF. Au niveau international, l'école est tutelle de 4 Laboratoires Internationaux Associés (LIA), une Unité Mixte Internationale (UMI) et un Groupement de recherche international (GDRI). Les domaines d'activités des laboratoires couvrent un large spectre : physique, physico-chimie, énergie, électronique, automatique, télécommunications, optique, informatique, mathématiques, mécanique, économie, génie industriel et management. Les domaines d'application de ces recherches fondamentales ou appliquées concernent l'environnement, le secteur de l'énergie, la « science des systèmes », les transports, les technologies de l'information et de la communication et la santé. Au sein de la documentation, le Pôle information scientifique et technique – recherche valorise les publications des chercheurs en libre accès dans l'archive ouverte Hal ; un « halathon » a ainsi été organisé en 2020.
- Fédération de Mathématiques de CentraleSupélec (FDM, FR 3487) (Paris-Saclay)
- Centre pour la Vision Numérique (CVN) (Paris-Saclay)
- Laboratoire d'Énergétique moléculaire et macroscopique, Combustion (EM2C, UPR 288 du CNRS) (Paris-Saclay)
- Laboratoire de Génie industriel (LGI) (Paris-Saclay)
- Laboratoire de génie électrique de Paris (LGEP, UMR CNRS 8507) (Paris-Saclay)
- Laboratoire de Génie des procédés et matériaux (LGPM) (Paris-Saclay)
- Laboratoire de Mathématiques et Informatique pour la Complexité et les Systèmes (MICS, anciennement Laboratoire de Mathématiques appliquées aux systèmes) (Paris-Saclay)
- Laboratoire de Mécanique des sols, structures et matériaux (MSSMAT, UMR 8579 CNRS) (Paris-Saclay)
- Laboratoire Matériaux Optiques, Photonique et Systèmes (LMOPS, EA 4423) (Metz)
- Laboratoire des Signaux et Systèmes (L2S, UMR CNRS 8506) (Paris-Saclay)
- Laboratoire SONDRA, laboratoire franco-singapourien de recherche en électromagnétisme et radars (E3S, EA 4454) (Paris-Saclay)
- Laboratoire Structure, propriétés et modélisation des solides (SPMS, UMR 8580 CNRS) (Paris-Saclay)
- Laboratoire des Télécommunications (E3S, EA 4454) (Paris-Saclay, Metz, Rennes)
- Research Institute for Smarter Electric Grids (RISEGrid Institute, EDF)
- Laboratoire LUMIERES, MATIERES ET INTERFACES (LUMIN)
- LISN - Laboratoire interdisciplinaire des sciences du numérique
- LMF - Laboratoire Méthodes Formelles
- Laboratoire STRUCTURES, PROPRIÉTÉS ET MODÉLISATION DES SOLIDES (SPMS)
- Groupement de Recherche International CNRGiE qui vise la création d’un réseau Franco-Singapourien d’excellence scientifique dans les domaines d’intégration et gestion des énergies renouvelables (GDRi CNRGiE, CNRS-NTU/Singapour)
- Le laboratoire international associé en Mécanique, Contrôle et Science de l'Information (GEC-Beihang/Chine)
- le laboratoire International Associé Smart Grid (CNRS-SYTACOM). Ce projet se place à l’interface des réseaux de communication et d’électricité dans l’objectif d’exploiter une synergie importante entre le domaine des communications et celle des réseaux électriques.
- Le laboratoire International Associé « Énergie et Environnement » (GEC/CNRS/Brésil)
- UMI dont les trois principaux domaines de recherche sont :la dynamique et l'optique non-linéaire, les matériaux innovants et computer Science (UMI 2958, CNRS-Georgia Tech)

Des échanges de chercheurs sont réalisés avec d'autres institutions, notamment par l'accueil de professeurs invités.
CentraleSupélec cherche à intensifier ses liens avec ses partenaires du pôle d'enseignement et de recherche université Paris-Saclay, notamment l'ENS Paris-Saclay et l'université Paris-Sud. Les autres partenaires institutionnels (hors CNRS) sont le CEA et l'INRIA. CentraleSupélec développe aujourd'hui également une culture de chaires financées par des entreprises. Elle compte aujourd'hui 19 chaires, dont une sur le campus de Rennes (cybersécurité) et une sur le campus de Metz (photonique).

## Partenariats
CentraleSupélec est partenaire de plusieurs institutions françaises ou internationales, dans le cadre de ses activités d'enseignement ou de recherches.

### Partenariats français
CentraleSupélec a signé avec:
- l'ESCP un accord de partenariat sur trois axes : accord d’échange d’étudiants (dans les deux sens depuis 2011), de double-diplôme et de recherche.
- l’ESSEC une « alliance stratégique » en 2009. Cela inclut notamment un accord cadre sur l'ensemble des missions universitaire (formation initiale, formation continue, recherche, international et entrepreneuriat) et la création d'un double diplôme réciproque.
- Les Écoles de Saint-Cyr Coëtquidan un accord d’échanges d’étudiants d’une durée d’une année et de double diplôme[51].

CentraleSupélec est également membre des associations françaises suivantes :
- Conférence des grandes écoles ;
- Groupe Centrale : groupement « École Centrale» comprenant, outre CentraleSupélec, l’École centrale de Lille, l’École centrale de Lyon, l’École Centrale Méditerranée et l’École centrale de Nantes. Le réseau a également créé 3 écoles à l'international : l'École centrale de Pékin (fondée en 2003 et dispensant un enseignement francophone correspondant aux principes du Groupe Centrale), Mahindra École centrale (fondée en 2014) et l'École centrale de Casablanca (dont la création a été signée en avril 2013 et qui a accueilli ses premiers étudiants en septembre 2015) ;
- Université Paris-Saclay : CentraleSupélec est un établissement-composante de l'université Paris-Saclay. Un des objectifs est une visibilité internationale renforcée. Cette université réunit d’ores et déjà environ 48 000 étudiants, 9 000 chercheurs et enseignants-chercheurs, et 275 laboratoires partagés avec le CEA, le CNRS, l'IHES, l'inrae, l'inria, l'inserm, l'Onéra[52]. Les membres fondateurs sont les universités d'Évry-Val d'Essonne, l'ancienne université Paris-Sud 11, Versailles Saint-Quentin en Yvelines (UVSQ), CentraleSupélec, l’ENS Paris-Saclay, AgroParisTech et SupOptique ;
- Concours commun Centrale-Supélec : Des écoles d'ingénieurs sont partenaires pour le recrutement des élèves-ingénieurs à la sortie des classes préparatoires, et Centrale et Supélec depuis 1968 ;
- Collège des Sciences de l’Ingénierie et des Systèmes (CSIS) : Fondé en 2009 avec l’ENS Paris-Saclay et l’université Paris-Sud, le CSIS a pour vocation de rapprocher les enseignants-chercheurs des différentes institutions. En 2012, ce groupe de travail s’est notamment élargi à 11 établissements, dont l'École polytechnique et ses écoles d’application.

CentraleSupélec possède d'autres partenaires en France comme Sciences Po, l'université Paris-Dauphine, l’École navale et l’université Paris-Sorbonne.

### Partenariats internationaux
En 2020, 20 % des nouveaux étudiants de CentraleSupélec sont étrangers. CentraleSupélec est membre des alliances et réseaux suivants :
- CESAER : regroupement d'écoles d'ingénieurs européennes, à travers l'université Paris-Saclay ;
- Réseau TIME : Centrale Paris fut membre fondateur du réseau TIME (Top International Managers in Engineering), qui permet à des étudiants d'obtenir un diplôme de deux des meilleures universités techniques (double diplôme)[53]. Les autres membres sont, par exemple, l'École polytechnique de Milan, l'université technique de Berlin, l'université de São Paulo, l'université de l'État de Campinas, entre autres ;
- l'Alliance4Tech: regroupe Politecnico di Milano, CentraleSupélec, Techniche Universität Berlin et University College London ;
- Georgia Tech / États-Unis & France : un accord stratégique avec Georgia Institute of Technology sur les thématiques de recherche, d’enseignement, d’innovation et d'entrepreneuriat et de mobilité académique.

## Pour approfondir